# 97P/Metcalf-Brewington
La Cometa Metcalf-Brewington, formalmente indicata 97P/Metcalf-Brewington, è una cometa periodica del Sistema solare, scoperta da Joel H. Metcalf il 15 novembre 1906 come un oggetto della dodicesima magnitudine. Perduta per quasi un secolo, la cometa è stata riscoperta da Howard J. Brewington e da William A. Bradfield il 7 gennaio 1991. Quest'ultimo ha tardato a comunicare le proprie osservazioni e la cometa oggi non porta il suo nome.
Durante il ritorno del 1991 la cometa ha subito un incremento di luminosità di circa 10 magnitudini. Essa è un esempio di un piccolo numero di comete della famiglia di Giove che hanno esibito un comportamento analogo: entrate nella fase di outburst prima o dopo il passaggio al perielio, queste comete hanno manifestate un incremento della luminosità di 9 magnitudini. Le altre sono state: la 41P/Tuttle-Giacobini-Kresák nel 1973, la 98P/Takamizawa nel 1984 e la 17P/Holmes nel 2007.